# حورائياوات
الحورائياوات أو تحت فصيلة نيمفاليني (الاسم العلمي: Nymphalinae)، هي أسرة من الحشرات تتبع الفصيلة الحورائيات من رتبة حرشفيات الأجنحة.

## قبائل الحورائياوات
- الحورائياوية
  - الطويس
- (الاسم العلمي:Coeini)
- (الاسم العلمي:Victorinini)
- (الاسم العلمي:Junoniini)
- (الاسم العلمي:Kallimini)
- (الاسم العلمي:Melitaeini)